# Euanoridas z Elidy
Euanoridas (gr. Εὐανορίδας) – starożytny grecki zapaśnik pochodzący z Elidy, olimpijczyk.
W młodości odniósł zwycięstwo w zapasach chłopców na igrzyskach olimpijskich (przypuszczalnie w 240 roku p.n.e.) oraz na igrzyskach nemejskich. Po zakończeniu kariery sportowej został sędzią olimpijskim (hellanodikiem). Sporządził listę zwycięzców igrzysk olimpijskich.
Przypuszczalnie jest identyczny z Euanoridasem, wydanym wraz z innymi znacznymi Elejczykami w 218 roku p.n.e., podczas tzw. wojny sprzymierzeńczej, jako zakładnik Związkowi Achajskiemu.